# Idioma nubi
La lengua Nubio (también llamada ki-nubi, árabe: كي-نوبي, romanizado: kī-nūbī) es una lengua criolla de base árabe sudanesa hablada en Uganda, en los alrededores de Bombo, y en Kenia, en los alrededores de Kibera, por los nubios ugandeses, muchos de los cuales descienden de los soldados sudaneses de Emin Pasha que fueron asentados allí por la administración colonial británica. En 1991 lo hablaban unas 15.000 personas en Uganda (según el censo), y se calcula que unas 10.000 en Kenia; otra fuente estima en unos 50.000 los hablantes en 2001. El 90% del léxico procede del árabe, pero la gramática se ha simplificado, al igual que el sistema sonoro. En Nairobi se encuentra la mayor concentración de hablantes de nubio. El nubio posee los procesos de prefijación, sufijación y composición presentes también en el árabe.
Muchos hablantes de nubio son kakwa, que llegaron desde la región de Nubia, primero a Equatoria, y desde allí hacia el sur, a Uganda y la República Democrática del Congo. Durante el mandato del presidente ugandés Idi Amin, que era kakwa, alcanzaron gran notoriedad.
Jonathan Owens sostiene que el nubio constituye un importante contraejemplo a las teorías de Derek Bickerton sobre la formación de las lenguas criollas, ya que no muestra "más que un parecido casual con los rasgos criollos universales de Bickerton" a pesar de cumplir perfectamente las condiciones históricas que se espera que conduzcan a tales rasgos. [cita requerida] Algunos estudiosos (Sebit, 2023) han sugerido que la lengua nubia fue el principal factor de unidad entre la comunidad nubia del este de África, para sobrevivir a las penurias que sufrieron por parte de los diferentes componentes de la comunidad.

## Fonología
En nubio hay cinco vocales. Las vocales no se distinguen por su longitud, salvo en al menos dos excepciones del nubio keniano (que no están presentes en los dialectos ugandeses), donde bara significa "fuera" y es un adverbio, mientras que baara significa "el exterior" y es un sustantivo, y también donde saara, que significa "hechizar", se compara con sara, que significa "rebaño, ganado". A pesar de ello, existe una tendencia a que las vocales de las sílabas acentuadas se registren como vocales largas.
|       | Frente | Atrás |
| ----- | ------ | ----- |
| Alto  | i      | u     |
| Medio | e      | o     |
| Bajo  | a      | a     |

Cada una de las vocales tiene múltiples alófonos y el sonido exacto de la vocal depende de las consonantes que la rodean.

## Gramática

### Nominales
Los sustantivos se flexionan sólo en número (adoptando una forma singular o plural), aunque para la mayoría de ellos esto no representa un cambio morfológico. Jonathan Owens establece 5 grandes categorías de flexión de los sustantivos:
1. Sustantivos que sufren un cambio de acento cuando se forma el plural.
2. Sustantivos que sufren apofonía .
3. Sustantivos que toman un sufijo y sufren un cambio de acento en la forma plural.
4. Sustantivos que forman el plural por supleción
5. Préstamos bantúes que toman diferentes prefijos en singular y plural

Los adjetivos siguen al sustantivo y algunos tienen formas singulares y plurales que deben concordar con el sustantivo. Los adjetivos también pueden llevar los prefijos al, ali, ab o abu que los marcan como habituales. Los sustantivos posesivos siguen al poseído, con una partícula ta colocada en medio. En caso de posesión inalienable, se omite la partícula.